# Leptanthura murrayi
Leptanthura murrayi är en kräftdjursart som beskrevs av Gary C.B. Poore 1981. Leptanthura murrayi ingår i släktet Leptanthura och familjen Leptanthuridae. Inga underarter finns listade i Catalogue of Life.